# Миленкович, Драгослав
Драгослав Миленкович (серб. Драгослав Миленковић; 17 марта 1976, Земун, СФРЮ) — сербский футболист, защитник.

## Карьера
Футболом начал заниматься в 1992 году. Через два года защитник дебютировал за клуб «Земун». За него он выступал в течение 10 лет. В 2002—2004 гг. Миленкович играл вместе с командой в элите чемпионата Сербии и Черногории. В ней он провел 19 игр и забил 1 гол.
В 2005 году футболист выступал в Первом российском дивизионе за хабаровскую «СКА-Энергию». Всего в том сезоне Миленкович сыграл за команду в первенстве 20 матчей.
После окончания своей карьеры, Драгослав Миленкович стал тренером. Он является помощником Милана Милановича в сербском клубе «Рад». В 2021 году начал самостоятельную работу в «Земуне».